# 威斯康辛州學院和大學列表
以下是威斯康辛州目前运营的公立和私立高等教育机构列表。
 公立 
- 威斯康辛大學系統（University of Wisconsin System）（12所分校） 
  - 博士學位研究型大學
    - 威斯康辛大學麥迪遜分校（Madison）
    - 威斯康辛大學密爾瓦基分校（Milwaukee）

  - 學士、碩士學位大學
    - 威斯康辛大學奧克萊爾分校（Eau Claire）
    - 威斯康星大學綠灣分校 (University of Wisconsin–Green Bay )
    - 威斯康辛大學拉克羅斯分校（LaCrosse）
    - 威斯康辛大學奧什科什分校（Oshkosh）
    - 威斯康辛大學帕克塞德分校（Kenosha : Parkside）
    - 威斯康辛大學普拉特維爾分校（Plateville）
    - 威斯康辛大學河瀑分校（River Falls）
    - 威斯康辛大學史蒂芬斯角分校（Stevens Point）
    - 威斯康辛大學斯托特分校（Memominee : Stout）
    - 威斯康辛大學蘇必略分校（Superior）
    - 威斯康辛大學白水分校（Whitewater）

  - 綜合學院
    - 威斯康辛大學芭拉布/撒歐克縣分校（Baraboo/Sauk County）
    - 威斯康辛大學巴龍縣分校（Barron County）
    - 威斯康辛大學方杜拉克分校（Fond du Lac）
    - 威斯康辛大學狐谷分校（Fox Valley）
    - 威斯康辛大學馬尼托沃克分校（Manitowoc）
    - 威斯康辛大學馬拉忪縣分校（Marathon County）
    - 威斯康辛大學馬莉那特分校（Marinette）
    - 威斯康辛大學澤田/活地縣分校（Marshfield/Wood County）
    - 威斯康辛大學烈治蘭分校（Richland）
    - 威斯康辛大學洛磯縣分校（Rock County）
    - 威斯康辛大學樹柏根分校（Sheboygan）
    - 威斯康辛大學華盛頓縣分校（Washington County）
    - 威斯康辛大學華基沙分校（Waukesha）
    - 威斯康辛大學在線分校（Online）

  - 威斯康辛擴展教育部（UW-Extension）

 私立 
- 勞倫斯大學 （Lawrence University）
- 馬凱特大學（Marquette University）
- 諾思蘭學院 (威斯康星州) （Northland College）

## 永久停辦
- 卡迪納爾斯特里奇大學 （Cardinal Stritch University）[1]
- 北國國際大學 (Northland International University)

- 麥迪遜媒體學院 （Madison Media Institute）[2]

## 資料來源
1. ↑  .   [2024-09-16]. （原始内容存档于2024-09-16）.
2. ↑  .   [2024-10-10]. （原始内容存档于2023-12-08）.